# تل گوری پا
تل گوری پا مربوط به دوران پیش از تاریخ ایران باستان است و در شهرستان بهبهان، ۳ کیلومتری جاده بهبهان به اهواز واقع شده و این اثر در تاریخ ۲۳ بهمن ۱۳۸۰ با شمارهٔ ثبت ۴۷۵۲ به‌عنوان یکی از آثار ملی ایران به ثبت رسیده است.